# Nieuwe Nieuwe Brug
De Nieuwe Nieuwe Brug (brug nr. 326) was een vaste brug in het centrum van Amsterdam als onderdeel van de Prins Hendrikkade en voerde over het water dat het Damrak met het Open Havenfront verbindt. 
De brug is in 1967/68 als tijdelijke brug aangelegd ten noorden van de ernaast gelegen Nieuwe Brug om deze te ontlasten. Het verkeer in westelijke richting ging voortaan over deze brug terwijl het verkeer in oostelijke richting over de Nieuwe Brug ging. De brug was voor het verkeer een belangrijke doorgaande route van oost naar west en was ook voor het openbaar vervoer van groot belang. Op de brug bevonden zich een tweetal uitstaphaltes. Aan de noordzijde een voor de GVB bussen uit Noord die in gebruik was van 1980-2008 en één aan de zuidzijde voor de NZH (sinds 1999 Connexxion) bussen uit Waterland die in gebruik was van 1972 tot de verplaatsing van het busstation naar een tijdelijk platform boven het Oosterdok na 2000. Om de passagiers te beschermen tegen het voortrazende verkeer was de halte voorzien van paaltjes met een ketting. De NZH bussen keerden dan via de Nieuwe brug naar het busstation bij de Sint Nicolaaskerk.
Na de tijdelijke afbraak van de Nieuwe Brug ging het verkeer in beide richtingen over de 12 meter lange Nieuwe Nieuwe Brug. Voor de werkzaamheden aan de Noord/Zuidlijn moest de brug in 2015 worden afgebroken om niet meer terug te keren. In 2008 werd ter vervanging van beide bruggen de Nieuwe Brug breder herbouwd en in gebruik genomen voor het verkeer in beide richtingen.
Het technisch ontwerp van de brug was dit keer afkomstig van de afdeling Tunnelbouw van de Dienst der Publieke Werken.
De naam Nieuwe Nieuwe Brug verwijst naar de er naast gelegen Nieuwe Brug die nog steeds bestaat.

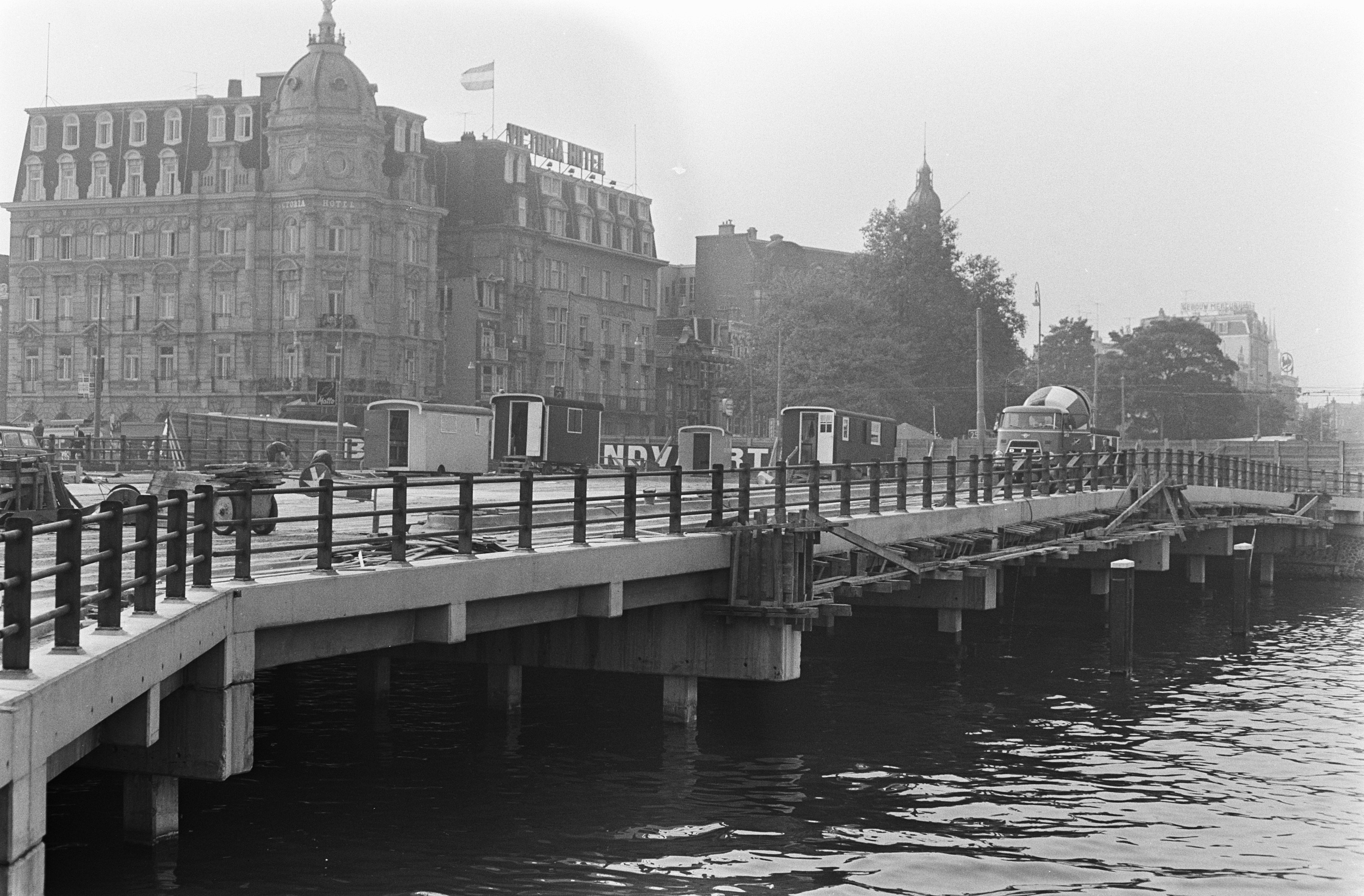
De brug, net voor ingebruikname naar het westen gezien, 9 september 1968

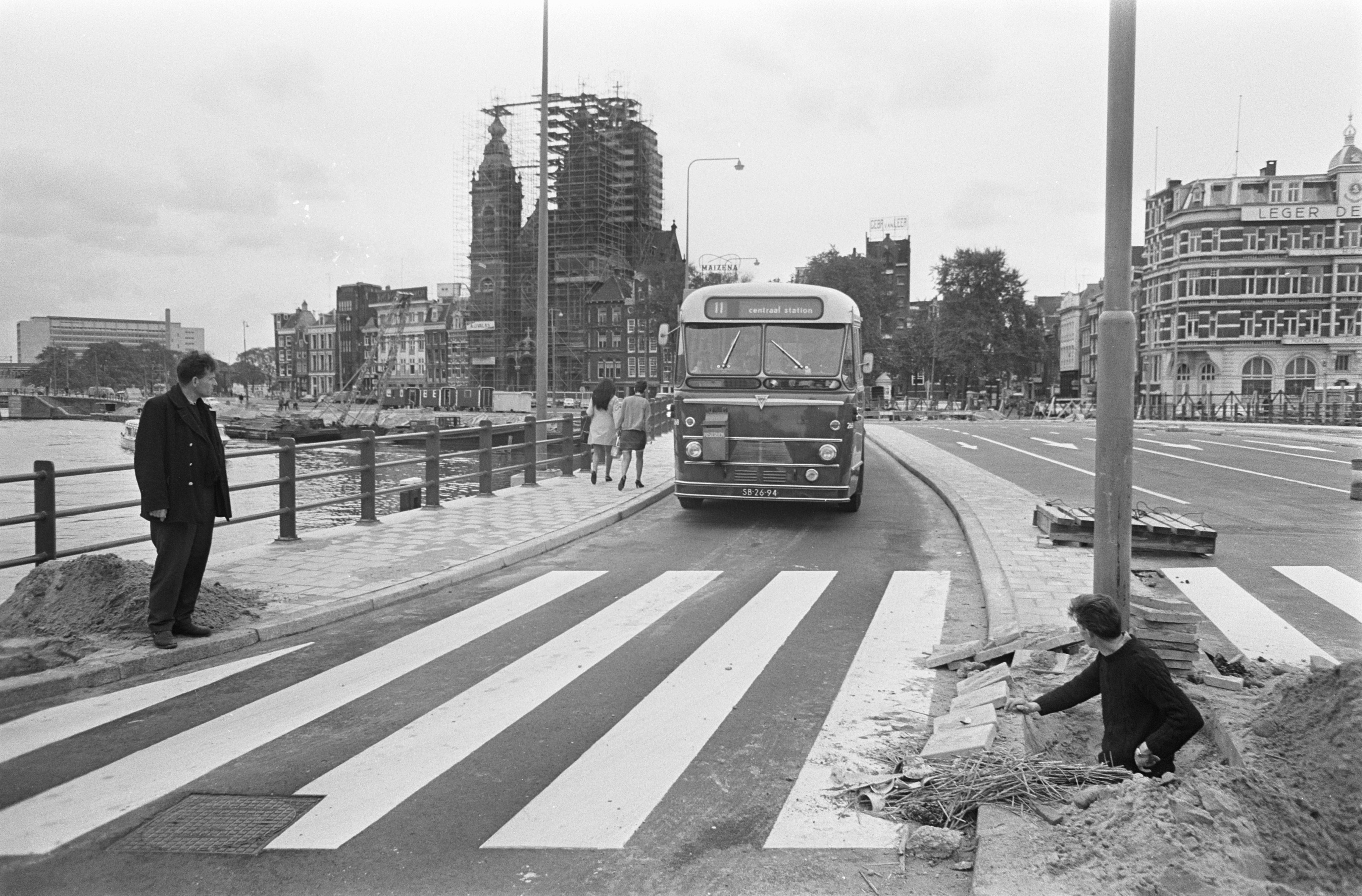
De brug net na ingebruikname naar het oosten gezien

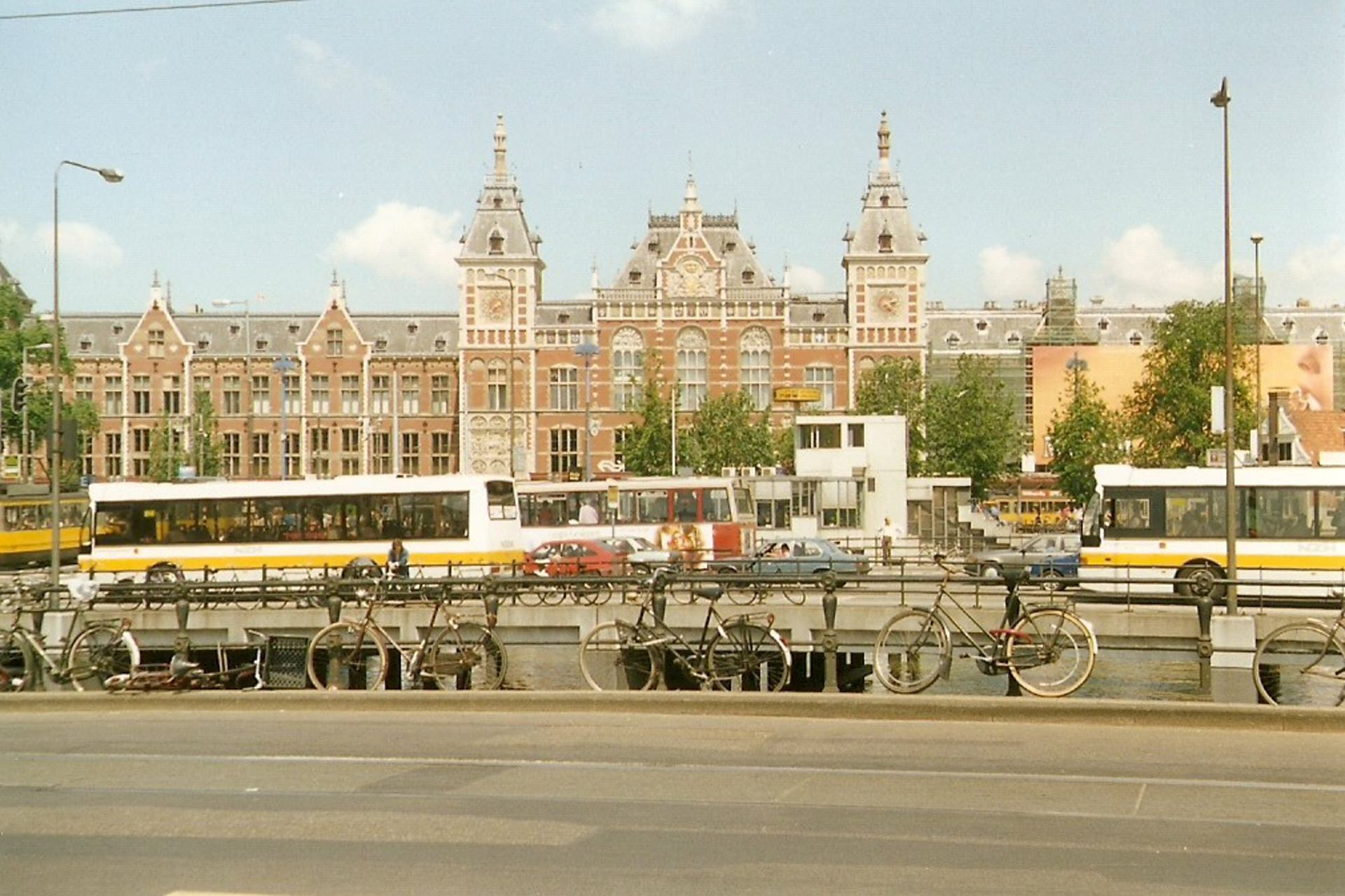
De brug in 1994 naar het noorden gezien

<<< · 300 · 301 · 302 · 303 · 304 · 305 · 306 · 307 · 308 · 309 · 310 · 311 · 312 · 313 · 314 · 315 · 316 · 317 · 318 · 320 · 321 · 322 · 323 · 324 · 325 · 327 · 328 · 330 · 331 · 332 · 333 · 334 · 335 · 336 · 337 · 338 · 339 · 340 · 341 · 342 · 343 · 344 · 345 · 346 · 347 · 348 · 349 · 350 · 351 · 352 · 353 · 354 · 355 · 356 · 357 · 358 · 359 · 360 · 361 · 362 · 363 · 364 · 365 · 366 · 367 · 368 · 371 · 372 · 373 · 374 · 375 · 376 · 377 · 378 · 379 · 380 · 381 · 382 · 383 · 385 · 386 · 387 · 388 · 389 · 390 · 391 · 392 · 393 · 394 · 395 · 396 · 397 · 398 · 399 · >>>
Brugnummers 319, 326, 329 (tijdelijke duiker in de Ringspoordijk), 369, 370, 384 zijn niet (meer) vergeven.